# Amanda Jacobsen Andradóttir
Amanda Jacobsen Andradóttir (* 18. Dezember 2003 in Molde) ist eine norwegisch-isländische Fußballspielerin. Sie steht seit 2024 beim FC Twente unter Vertrag und ist in der isländischen Fußballnationalmannschaft aktiv.

## Karriere

### Vereine
Amanda Jacobsen Andradóttir begann ihre Karriere in Island, wo sie in den Jugendabteilungen von Víkingur Reykjavík und Valur Reykjavík spielte. Im Jahr 2019 wechselte sie von Island nach Dänemark zu Fortuna Hjørring, wo sie für die U18-Mannschaft spielte, aber mit der ersten Mannschaft trainierte. Zur Saison 2020/21 wechselte sie zum amtierenden Pokalsieger FC Nordsjælland, für den sie ihre ersten Spiele in der 3F Ligaen absolvierte. Nach einer Halbserie schloss sie zur Spielzeit 2021 sich den norwegischen Double-Sieger Vålerenga Oslo an und unterschrieb dort einen Dreijahresvertrag. Direkt in ihrer ersten Saison erreichte sie mit Vålerenga Oslo den Finale im Norwegischen Fußballpokal. Beim 2:1-Finalsieg gegen IL Sandviken kam sie nicht zum Einsatz.
Nach der Spielzeit 2021 einigte sie sich mit Vålerenga Oslo auf eine Auflösung ihres noch zwei Jahre laufenden Vertrages und schloss sich zur Spielzeit 2022 dem schwedischen Verein Kristianstads DFF an, wo sie einen Zweijahresvertrag unterschrieb.
Im Sommer 2023 wechselte sie zurück in ihre Heimat zu Valur Reykjavík und ein Jahr später erneut, diesmal in die Niederlande zum FC Twente.

### Nationalmannschaft
Amanda Jacobsen Andradóttir absolvierte für die U15-, U16- und U17-Auswahl von Island mehrere Spiele. Im Sommer 2021 wurde sie zu einem Lehrgang der norwegischen U19-Nationalmannschaft eingeladen, an welchen sie teilnahm. Vor der Länderspielpause im September 2021 musste sich Amanda Jacobsen Andradóttir für eine Nation entscheiden, da sie sowohl für die Partie der norwegischen U19-Nationalmannschaft gegen Portugal als auch für das WM-Qualifikationsspiel der isländischen Fußballnationalmannschaft gegen die Niederlande nominiert wurde. Sie entschied sich für das Heimatland ihres Vaters und wurde vom isländischen Nationaltrainer Þorsteinn H. Halldórsson beim Spiel gegen die Niederlande in der ersten Minute der Nachspielzeit der 2. Halbzeit für Gunnhildur Yrsa Jónsdóttir eingewechselt und durfte damit bei der 0:2-Niederlage gegen die Niederlande ihr Nationalmannschaftsdebüt geben.
In den ersten sechs Spielen der Qualifikation für die WM 2023 stand sie viermal auf dem Platz. Am 11. Juni 2022 wurde sie für die EM-Endrunde nominiert. Sie war mit 18 Jahren vor der zum Turnierstart gleichaltrigen niederländischen Spielerin Esmee Brugts die jüngste Spielerin im Turnier. Im EM-Turnier kam Amanda Jacobsen Andradóttir zu einem Einsatz, als sie beim letzten Gruppenspiel gegen Frankreich in der 88. Minute für Elín Metta Jensen eingewechselt wurde. Trotz drei Unentschieden schied sie gemeinsam mit der isländischen Nationalmannschaft aus den Turnier aus.
Sie wurde auch für die beiden letzten Gruppen-Spiele in der Qualifikation für die WM 2023 nominiert, aber nur beim 6:0-Sieg gegen Belarus eingesetzt. Durch diesen kam es am letzten Spieltag in Utrecht zum Finale um den Gruppensieg gegen die Niederlande, wobei den Isländerinnen ein Remis gereicht hätte. Bis zur 3. Minute der Nachspielzeit hielten sie ihr Tor sauber, dann mussten sie das einzige Tor des Spiels hinnehmen, wodurch sich die Niederländerinnen qualifizierten und die Isländerinnen in die Play-offs gegen Portugal mussten. Durch eine 1:4-Niederlage nach Verlängerung, bei der sie nach dem 1:3 eingewechselt wurde, verpassten sie endgültig die WM-Endrunde.
Am 13. Juni 2025 wurde sie für die EM-Endrunde 2025 nominiert. Bei den drei Niederlagen ihrer Mannschaft, nach denen die Isländerinnen ausschieden, wurde sie nur im letzten Gruppenspiel eingewechselt.

## Erfolge
- Dänische Pokalsiegerin: 2020
- Norwegische Pokalsiegerin: 2021
- Niederländische Meisterin: 2024/25

## Privates
Amanda Jacobsen Andradóttir ist die Tochter des isländischen Fußballspielers Andri Sigþórsson und einer Norwegerin, weswegen sie die doppelte Staatsbürgerschaft besitzt und auch für die norwegische Fußballnationalmannschaft spielberechtigt gewesen wäre. Im Alter von vier Jahren zog sie gemeinsam mit ihrer Familie einige Zeit nach dem Karriereende ihres Vaters von ihrer Geburtsstadt Molde nach Island. Amanda Jacobsen Andradóttir hat zwei Geschwister.